# 霍瓦沃
霍瓦沃是古巴的城鎮，属拉斯圖納斯省，面積884平方公里，海拔高度50米，2004年人口總數為49,403人，人口密度為每平方公里55.9人。